# Lasen

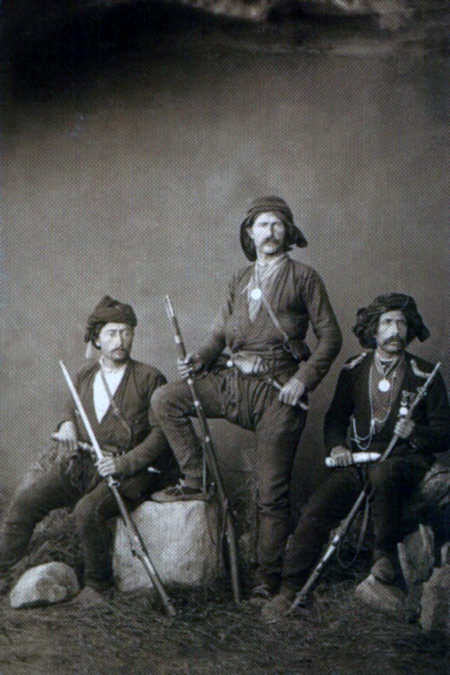
Lasische Männer in traditioneller Kleidung (um 1900)

Die Lasen oder Lazen (lasisch Lazepe / ლაზეფე; türkisch Lazlar; georgisch Lasebi / ლაზები) sind ein mit den Mingreliern verwandtes südkaukasisches Volk, das an der südöstlichen Schwarzmeerküste siedelt. Die Lasen sprechen Lasisch und sind im Gegensatz zu den christlichen Mingreliern vorwiegend sunnitische Muslime hanafitischer Rechtsschule. Mitunter bezeichnet man irrtümlicherweise alle Bewohner der östlichen Schwarzmeerküste als Lasen.

## Geschichte
Die Lasen haben ihre Wurzeln im antiken Kolchis. Hierzu liefert die Sage um Jason und seine Argonauten gewisse mythische Details.
Im frühen Mittelalter (6. Jahrhundert) spielte das Königreich Lasika (Lasica) im Schwarzmeergebiet an der heutigen georgisch-türkischen Grenze eine wesentliche Rolle in den Auseinandersetzungen zwischen Byzanz (Ostrom) und Persien, da es als wichtiger Schutzwall galt. Im 6. Jahrhundert (nach anderen Quellen erst im 10. Jahrhundert) wurde das Gebiet unter dem oströmischen Reich vorwiegend christlich.
Im 8. Jahrhundert spaltete sich Egrisi aus dem regionalen Verbund ab und entwickelte sich im Weiteren zur herrschenden Macht in Georgien. Im 10. Jahrhundert wurden die Lasen in das georgische Königreich eingegliedert.

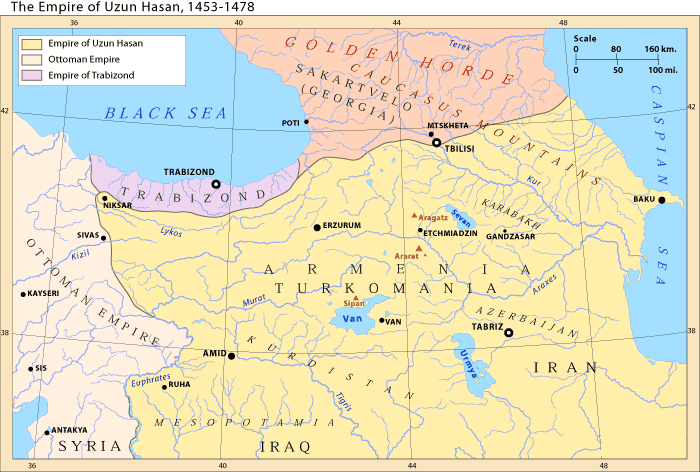
Trapezunt bei seiner Eroberung 1461, südlich das verbündete „Reich der Weißen Hammel“ unter Uzun Hasan

Der osmanische Sultan Mehmed II. erobert acht Jahre nach der Einnahme Konstantinopels 1461 das Kaiserreich Trapezunt, womit die Lasen erstmals unter türkische Herrschaft geraten.
 Im späten 15. Jahrhundert geben die Lasen mehrheitlich den georgisch-orthodoxen Glauben auf und treten zum Islam über. Im Osmanischen Reich existierte in der Provinz Trabzon das Sandschak Lazistan mit der Hauptstadt Rize.
Im Frieden von San Stefano (3. März 1878) und auf dem Berliner Kongress traten die Osmanen Teile Lasistans nach einem verlorenen Krieg an Russland ab. Der 1920 mit dem Osmanischen Reich vereinbarte Friedensvertrag von Sèvres gewährte Georgien die Kontrolle über das östliche Lasistan. Er wurde jedoch von den Türken unter Führung von Mustafa Kemal (Atatürk) nie umgesetzt. 1921 wurde ein Teil des östlichen Gebietes der Lasen nach der türkisch-russischen Absprache im Vertrag von Kars in die Türkei eingegliedert, da die Türkei der roten Armee bei der Annexion Georgiens half. Batumi aber blieb russisch. 1923 wurde der Vertrag von Sèvres im Vertrag von Lausanne zu Gunsten der neu entstandenen Türkei revidiert.
In der frühen Stalin-Zeit genossen die in der Sowjetunion lebenden Lasen Kulturautonomie. Während des Zweiten Weltkrieges wurden sie jedoch als angebliche Kollaborateure Hitler-Deutschlands nach Sibirien deportiert, wobei Tausende umkamen. Seit dem Zerfall der Sowjetunion leben die dortigen Lasen in der Republik Georgien.

## Bevölkerung
Da neben Lasen auch Angehörige anderer Ethnien (Abchasen, Armenier/Hemşinli, Georgier, Pontosgriechen und Türken) in Lasistan leben und darüber hinaus auch viele Lasen außerhalb ihres angestammten Siedlungsgebietes wohnen, kann es über die genaue Zahl der Lasen auf türkischem Staatsgebiet nur Vermutungen geben. Die vorliegenden Schätzungen bei der UNHCR, gehen von 750.000 bis 1,5 Millionen Angehörigen der Ethnie aus.
- Feurstein (1983) spricht von 250.000 Lasen,
- Andrews (1989) spricht von 45.000 Lasen,
- Holisky (1991) spricht bei mehreren Schätzungen von bis zu einer halben Million Lasen.

1926 wurden 643 Lasen in der Sowjetunion gezählt. Heute leben in den Nachfolgestaaten der Sowjetunion, vor allem in Adscharien (Georgien), etwas mehr als 30.000 Lasen.
Die Zahl der in der Europäischen Union lebenden Lasen wird auf 5.000 bis 50.000 geschätzt. Die Anzahl der in den EU-Staaten lebenden Lasen wird nicht amtlich erfasst, da in amtlichen Statistiken Ausländer ausschließlich nach ihrer Staatsangehörigkeit differenziert werden. Lasen sind meist türkische Staatsangehörige oder sie sind eingebürgert worden. Die meisten von ihnen sind in Deutschland beheimatet. Sie waren als Gastarbeiter in den 1970er Jahren gekommen und leben schon in der dritten Generation dort.

## Sprache

Südkaukasische Sprachen mit ungefährer Verbreitung des Lasischen (hellgrün im Südwesten). Karte auf Basis des Linguarium-Projektes der Lomonossow-Universität.

Die lasische Sprache (lasisch Lazuri, türkisch Lazca) gehört wie etwa das Georgische zur südkaukasischen Sprachfamilie. Kennzeichen dieser Sprachen ist ein sehr komplexes Lautsystem mit einem großen Reichtum unterschiedlicher Konsonanten.
Obwohl die Lasen mit den Türken ethnisch nicht verwandt sind, werden sie in der heutigen Türkei nicht als ethnische Minderheit anerkannt. Daher ist über die Lasen und ihre Sprache innerhalb und außerhalb der Türkei nur wenig bekannt. Ebenso gibt es keine verlässlichen türkischen Statistiken über die Ethnie, denn im türkischen Volksmund werden alle Menschen, die in der östlichen Schwarzmeerregion leben, ohne Ansehen ihrer ethnischen Zugehörigkeit als Laz bezeichnet. 
Die Zahl der Lasischsprechenden nimmt seit geraumer Zeit stark ab. Es besteht die Gefahr, dass die lasische Sprache nach mehreren Generationen ausstirbt.
Viele ältere Lasen beherrschen noch ihre Sprache, aber ihre Kinder und Enkelkinder sprechen Türkisch.

## Kultur
Eine der beliebtesten Mahlzeiten unter den Lasen ist das Käsegericht muhlama (türkisch kaymak), das traditionell mit der Käsesorte minci zubereitet wird.
Lasische Musik ist weder gelehrte Musik noch Volksmusik, sondern vereint beides in einem. Es ist eine leidenschaftliche Musik, die viel über die Liebe erzählt. Hauptmusikinstrument der lasischen Folklore ist der Dudelsack tulum (lasisch guda). Ein weiteres beliebtes Musikinstrument ist die Kastenhalslaute kemençe (lasisch çemane), die zur Begleitung des regionalen Gesangsstils atma türkü und des Horon-Tanzes verwendet wird. Die Musik der Lasen ist heute zur Unterscheidung in zwei geographische Teile gegliedert, Georgien (Kaukasus) und die Türkei (östliche Schwarzmeerregion). Einer der bekanntesten zeitgenössischen Musiker war der 2005 gestorbene Sänger Kâzım Koyuncu.
Die seit Ende der 1990er Jahre gelegentlich unter den Label Laz pop bekannte Popmusik basiert auf dem schnellen Gesang des atma türkü-Stils, den asymmetrischen Metren des Horon-Tanzes (häufig 5/8- und 7/8-Takt), der sonstigen türkischen Popmusik und Elementen des älteren Arabeske-Stils. Im Laz pop werden typischerweise die kulturellen Muster der Region reproduziert, manchmal werden sie auch selbstironisch gebrochen.

## Siedlungsgebiet

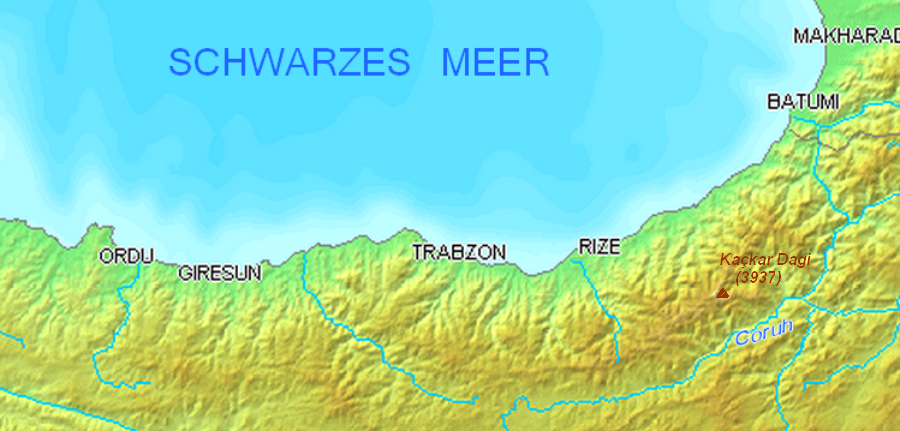
Das traditionelle Siedlungsgebiet der Lasen erstreckt sich grob von Rize in der Türkei entlang der Küste bis Batumi in Georgien.

Das Siedlungsgebiet der Lasen liegt im Südwesten Georgiens und dem Nordosten der Türkei. So sind die Einwohner der Landkreise Arhavi (lasisch Ark'abi), Borçka (lasisch Borçxa) und Hopa (lasisch Xopa) Teil der Provinz Artvin, während Ardeşen (Art'ašeni), Çamlıhemşin (Vijadibi), Fındıklı (Vic'e) und Pazar (Atina) Teil der Provinz Rize sind, überwiegend lasischer Herkunft. In Georgien leben nur wenige Angehörige dieser Volksgruppe (etwa 3000) im Dorf Sarp'i südlich von Batumi. Kleinere Gruppen leben in der georgischen autonomen Republik Adscharien. Grob kann man die Region geographisch zwischen den Städten Batumi (Georgien) und Rize (Türkei) einordnen. Diese Region wird häufig als Lasistan bezeichnet.
Wegen des Russisch-Osmanischen Krieges sind damals viele Lasen aus ihrer Heimat in die nordwesttürkischen Provinzen Düzce, Kocaeli, Sakarya, Yalova vertrieben worden. Sie leben seit Generationen immer noch dort und stellen große Minderheiten in den Provinzen dar.
Dazu kommen noch kleine Minderheiten in den Nachbarprovinzen Erzurum und Trabzon. Nennenswerte Minderheiten gibt es auch in den Metropolen Ankara, Istanbul und Izmir. In der großstädtischen Diaspora wird durch den Assimilationsdruck der Verlust der Muttersprache beschleunigt.
Der schmale Küstenstreifen am Schwarzen Meer nördlich des Pontischen Gebirges steigt schnell bis in die Höhe von 3932 m des Kaçkar Dağı hinauf. Die sehr ursprüngliche Landschaft weist viele Gletscher, Seen, Wälder und heiße Quellen auf. Das Klima in den immergrünen subtropischen Gebieten ist mild und von viel Niederschlag und hoher Luftfeuchtigkeit geprägt.
Die Flüsse sind ausnahmslos kurze Gebirgsbäche, der Kamm der Küstenkette ist 20 km vom Meer entfernt. Die Küste ist reich an Nuss- und Obstbäumen sowie an Teesträuchern. Der Küstenstreifen erscheint als Heimat des Obstes, namentlich der Trauben, Kirschen, Birnen, Äpfel und Kiwis (letztere sind erst vor nicht allzu langer Zeit eingeführt worden). In der Region Lasistan leben etwa 150.000 türkische und georgische Staatsbürger lasischer Herkunft, deren Sprache Lasisch auszusterben droht.

## Wirtschaft
Neben den Erzeugern von Tee ist lediglich das Rüstungsunternehmen Aselsan nennenswert. Dank der Erdölfunde jedoch könnte sich der Wirtschaftsstandort in den kommenden Jahren fundamental ändern. Laut der türkischen Tageszeitung Zaman soll die von viel Niederschlag gekennzeichnete Region ein bevorzugter Urlaubsort für Touristen aus dem arabischen Raum werden. Darüber hinaus wird die Kiwifrucht für die Region immer bedeutender.
Früher betrieben die Lasen Subsistenzlandwirtschaft: Anbau von Mais, Tabak, Reis, Haselnüssen, Obst. Wirtschaftliche Not zwang jedoch die Männer häufig, außerhalb ihres Siedlungsgebiets in Transkaukasien und im Westen des Osmanischen Reiches Arbeit anzunehmen.
In den letzten 50 Jahren hat der Teeanbau die Wirtschaft und das Landschaftsbild in Lasistan verändert. Der Tee ist die Lebensgrundlage und der Grundstock eines relativen Wohlstandes der Lasen. Jede mögliche freie Fläche in den Tälern wird genutzt und Terrassen mit knie- bis hüfthohen Teebüschen ziehen sich die Berghänge hoch. Zahlreiche kleinere Fabriken in den umliegenden Ortschaften verarbeiten den Tee, der das wichtigste Exportgut Lasistans darstellt.
Die Lasen legen großen Wert auf die Ausbildung ihrer Kinder. Weil viele ausgebildete Lasen als Staatsbeamte arbeiten, leben sie über die ganze Türkei verstreut. Sie haben dennoch größtenteils enge Beziehungen zu ihrem ursprünglichen Siedlungsgebiet. So kehren viele dieser Lasen im Sommer in ihre Heimatdörfer zurück, besuchen dort Verwandte und helfen bei der arbeitsintensiven Tee-Ernte.

## Bekannte Lasen
- Kâzım Koyuncu (1971–2005), türkischer Sänger
- Sopho Chalwaschi (* 1986), georgische Sängerin